# Dantona marginata
Dantona marginata là một loài bướm đêm trong họ Noctuidae.